# 戈洛吉爾基
49°45′54″N 24°42′54″E / 49.76500°N 24.71500°E
戈洛吉爾基（烏克蘭語：Гологірки）是烏克蘭的村落，位於利沃夫州佐洛喬夫區，始建於1489年，面積0.523平方公里，海拔高度278米，2001年人口142，人口密度每平方公里271.51人。